# 京都市宝が池公園運動施設球技場
京都市宝が池公園運動施設球技場（きょうとし・たからがいけこうえん・うんどうしせつ・きゅうぎじょう）は、京都府京都市左京区松ヶ崎西池ノ内町の宝が池公園運動施設内にある球技場。一般には、単に宝が池球技場と呼ばれることが多い。施設は京都市が所有し、京都市スポーツ協会が指定管理者として運営管理を行っている。

## 概要
サッカーではジャパンフットボールリーグ（旧JFL）在籍当時の京都パープルサンガが1993~94年にかけて、佐川印刷サッカー部も一時期、ホームスタジアムのひとつとして公式戦を数試合開催した他、関西サッカーリーグの公式戦も開催されたことがある。
フィールドが従来天然芝だったのが2005年秋にロングパイル人工芝に張り替えられたため、張り替えが完了した後は一日の開催可能試合数が大幅に増加した関係で、京都フットボールリーグ（旧、京都府社会人リーグ）で使用される日数が大幅に増えている。逆に規定上全国リーグ規模での人工芝での開催が出来ないため、JFL、Jリーグ、なでしこリーグでの使用が出来なくなってしまった。
またラグビーに於いては関西大学ラグビーフットボールリーグや全国高等学校ラグビーフットボール大会京都府予選、トップウェストリーグ（トップリーグの2部組織の一つ）など、主要大会に幅広く使用されている他、アメリカンフットボール、フィールドホッケー、ラクロスでも使用されている。
2022年5月、京都市は匿名の市民からの寄付金を活用して、耐用年数を超えていた人工芝の張替えを行うことを公表した。

## 施設概要
- 収容人員：6,000人（メインスタンド2,000人 芝生席3,800人）
- フィールド：全面ロングパイル人工芝

## 交通
- 京都市営地下鉄烏丸線・松ヶ崎駅（1番出入口）より北へ徒歩10分